# ریکریل (اورگان)
ریکریل (به انگلیسی: Rickreall) یک منطقهٔ مسکونی در ایالات متحده آمریکا است که در شهرستان پولک، اورگن واقع شده‌است. ریکریل ۰٫۴ کیلومتر مربع مساحت و ۷۷ نفر جمعیت دارد و ۶۴ متر بالاتر از سطح دریا واقع شده‌است.